# Julian Ulbricht
Julian Ulbricht (* 16. Juni 1999 in Hamburg) ist ein deutscher Fußballspieler. Der Stürmer wurde in Hamburg beim FC St. Pauli sowie Hamburger SV ausgebildet und spielt seit Ende Januar 2023 in der zweiten Mannschaft der St. Paulianer.

## Karriere
Ulbricht wurde zunächst im Nachwuchsleistungszentrum (NLZ) des FC St. Pauli ausgebildet und spielte dort zuletzt in der Saison 2014/15 mit den B1-Junioren (U17) in der B-Junioren-Bundesliga. Zur Saison 2015/16 wechselte der Stürmer innerhalb der Liga in die U17 des Hamburger SV. In den Spielzeiten 2016/17 und 2017/18 war er mit den A-Junioren (U19) in der A-Junioren-Bundesliga aktiv, in der er in 36 Spielen 10 Tore erzielte. Zudem kam Ulbricht in der Schlussphase seiner letzten Juniorensaison bereits zu einem Kurzeinsatz in der zweiten Mannschaft in der viertklassigen Regionalliga Nord.
Nachdem Ulbricht die Junioren durchlaufen hatte, schaffte er nicht den Sprung in den Profikader, sondern wurde zur Saison 2018/19 fest in die zweite Mannschaft integriert. Verletzungsbedingt konnte der 19-Jährige bis zur Winterpause allerdings kein Spiel absolvierten. Im Januar 2019 war er als Gastspieler bei der zweiten Mannschaft des FC Schalke 04 aktiv, die bereits Spieler für die neue Saison sichtete. Nach der Winterpause kam der Stürmer zu 5 Einsätzen (3-mal von Beginn) in der Regionalliga Nord, in denen er ein Tor erzielte. In der Saison 2019/20 verblieb Ulbricht beim HSV und kam in 15 Regionalligaspielen (9-mal von Beginn) zum Einsatz, in denen er 5 Tore erzielte. Aufgrund der COVID-19-Pandemie konnte die Spielzeit ab März 2020 nicht mehr fortgeführt werden; bis dahin hatte die Zweitvertretung des HSV 22 Spiele absolviert. Aufgrund der Pandemie scheiterte ein Wechsel Ulbrichts in die Canadian Premier League zum Pacific FC, dessen Miteigentümer und Geschäftsführer der ehemalige kanadische Bundesligaspieler Rob Friend ist.
Nachdem sein Vertrag beim HSV nach dem Saisonende ausgelaufen war, hielt sich Ulbricht beim niedersächsischen Oberligisten Heeslinger SC fit. Anfang Oktober 2020 nahm ihn der York9 FC aus der Canadian Premier League zur Saison 2021 unter Vertrag. Der 21-Jährige wechselte daraufhin bis zum Jahresende zum Kooperationsverein 1. FC Phönix Lübeck, der zur Saison 2020/21 in die Regionalliga Nord aufgestiegen war. Ulbricht kam auf 3 Regionalligaeinsätze, in denen er ein Tor erzielte, ehe die Regionalliga Nord Anfang November 2020 aufgrund der Corona-Pandemie erneut unterbrochen wurde.
Zum 1. Januar 2021 wechselte Ulbricht schließlich zu seinem neuen Klub, der sich zur Saison 2021 in York United unbenannte. Der Deutsche kam 19-mal in der Canadian Premier League zum Einsatz und erzielte 3 Tore; hinzu kam ein Spiel in der Canadian Championship. Zur Saison 2022 verlängerte er seinen Vertrag um ein Jahr und wechselte gemeinsam mit seinem Landsmann Tobias Warschewski auf Leihbasis zum Ligakonkurrenten FC Edmonton.
Nach 8 Einsätzen und einem Tor für den FC Edmonton kehrte Ulbricht im Juli 2022 zum 1. FC Phönix Lübeck zurück. Bis zur Winterpause kam er 19-mal in der Regionalliga Nord zum Einsatz (15-mal in der Startelf) und erzielte 5 Tore. Ende Januar 2023 wechselte Ulbricht kurz vor dem Ende der Transferperiode innerhalb der Liga zur zweiten Mannschaft seines Jugendvereins FC St. Pauli. Bis zum Ende der Saison 2022/23 kam er in 15 Spielen zum Einsatz und steuerte 9 Tore zum Klassenerhalt bei.